# Ceahlău (sit SCI)
Ceahlău este o arie protejată (arie specială de conservare — SAC, sit de importanță comunitară — SCI) din România, desemnată în scopul protejării biodiversității și menținerii într-o stare de conservare favorabilă a florei spontane și faunei sălbatice, precum și a habitatelor naturale de interes comunitar aflate în arealul zonei de protecție. Aceasta se întinde pe o suprafață de 7.763 ha, integral pe uscat.

## Localizare
Centrul sitului Ceahlău este situat la coordonatele 46°57′22″N 25°56′21″E / 46.956247°N 25.939075°E. Situl se întinde pe teritoriul administrativ al orașului Bicaz și pe cele ale comunelor Bicazu Ardelean, Ceahlău și Tașca din județul Neamț.

## Înființare
Situl Ceahlău a fost declarat sit de importanță comunitară (ROSCI0024) în decembrie 2007 pentru a proteja 21 de specii faunistice și floristice.Situl a fost protejat și ca arie specială de conservare (ROSAC0024) în mai 2022.

## Biodiversitate
Situată în ecoregiunea alpină, aria protejată conține 18 tipuri de habitate naturale: Cursuri de apă montane și vegetația erbacee de pe malurile acestora, Vegetație lemnoasă cu Salix elaeagnos de-a lungul râurilor montane, Tufărișuri alpine și boreale, Tufărișuri de Pinus mugo și Rhododendron hirsutum (Mugo - Rhododendretum hirsuti), Tufărișuri sub-arctice de Salix spp.,  Pajiști rupicole calcaroase sau bazofile cu Alysso-Sedion albi, Pajiști calcifile alpine și subalpine, Pajiști de Nardus bogate în specii, pe substraturi silicatice din zone montane și submontane, Comunități de lizieră cu ierburi înalte higrofile de la câmpie și din etajul montan până în cel alpin, Fânețe montane, Versanți stâncoși calcaroși cu vegetație casmofitică, Peșteri închise accesului public, Păduri de fag de tip Luzulo-Fagetum, Păduri de Tilio-Acerion pe versanți, grohotișuri și ravene, Păduri ripariene de arin (Alno-Padion),  Păduri dacice de fag (Symphyto-Fagion), Păduri acidofile de molid (Picea abies) din etajul montan până în cel alpin și Păduri montane de Larix decidua și/sau Pinus cembra.
La baza desemnării sitului se află mai multe specii protejate: